# Дерябин, Алексей Никитович
Алексе́й Ники́тович Деря́бин (1915—1990) — Гвардии капитан Советской Армии, участник Великой Отечественной войны, Герой Советского Союза (1945).

## Биография
Алексей Дерябин родился 17 ноября 1915 года в селе Атемар (ныне — Лямбирский район Мордовии) в семье крестьянина. Окончил школу фабрично-заводского ученичества и аэроклуб в Саранске, после чего работал мотористом в аэроклубе, позднее стал лётчиком-инструктором. В 1939 году Дерябин был призван на службу в Рабоче-крестьянскую Красную Армию и направлен в батальон аэродромного обслуживания. В 1942 году окончил Чкаловскую военную авиационную школу пилотов, после чего остался в ней лётчиком-инструктором. Освоил штурмовик «Ил-2». С июля 1943 года — на фронтах Великой Отечественной войны. Принимал участие в боях на Ленинградском и 3-м Белорусском фронтах. Участвовал в боях под Ленинградом, Выборгской, Нарвской, Таллинской, Моонзундской, Восточно-Прусской операциях.
К ноябрю 1944 года гвардии лейтенант Алексей Дерябин командовал звеном 15-го гвардейского штурмового авиаполка 277-й штурмовой авиадивизии 1-й воздушной армии 3-го Белорусского фронта. К тому времени он совершил 111 боевых вылетов на штурмовку скоплений живой силы и боевой техники противника. В общей сложности он уничтожил либо повредил 39 автомашин, 8 танков, 11 железнодорожных вагонов, 2 склада с боеприпасами, 1 самолёт на земле, 5 зданий, 1 тягач, 11 орудий, 3 миномёта, 5 дзотов, 13 повозок, 3 пулемёта, 4 зенитных батарей, а также уничтожил около 500 вражеских солдат и офицеров.
Указом Президиума Верховного Совета СССР от 19 апреля 1945 года за «мужество и героизм, проявленные при нанесении штурмовых ударов по врагу» гвардии лейтенант Алексей Дерябин был удостоен высокого звания Героя Советского Союза с вручением ордена Ленина и медали «Золотая Звезда» за номером 6124.
Всего же за время своего участия в войне Дерябин совершил 183 боевых вылета. Принимал участие в Параде Победы. Продолжал службу в Советской Армии. В 1960 году в звании капитана он был уволен в запас. Проживал в Ленинграде, работал на машиностроительном заводе. В 1982 году вышел на пенсию. Умер 8 ноября 1990 года, похоронен на Северном кладбище в Санкт-Петербурге.

## Награды
Был также награждён тремя орденами Красного Знамени, двумя орденами Отечественной войны 1-й степени, орденом Отечественной войны 2-й степени, двумя орденами Красной Звезды, а также рядом медалей.

## Память
В честь Дерябина названа улица в Атемаре.